# 上山文化
上山文化是中国长江下游分布的一种新石器时代考古学文化，主要分布于浙江省境内的金衢盆地，年代约为公元前8000至6500年。文化得名于浦江县发现的上山遗址，由20余处遗址组成。经过考古发掘，发现相关遗址中已经出现规划特征和聚落结构，发现环壕、房址、灰坑、墓葬和器物坑等遗存。出土陶器以大口盆、双耳罐、平底盘、圈足罐为主，出土石器则包含磨盘、磨棒、石球等。陶器胎体中发现过稻壳，土壤浮选中出现过炭化稻米和小穗轴，同时发现水稻植硅体，体现出明显的驯化特征。

## 主要遗址
| 名称       | 位置                     | 保护级别             |
| ---------- | ------------------------ | -------------------- |
| 上山遗址   | 浦江县黄宅镇渠南村       | 全国重点文物保护单位 |
| 小黄山遗址 | 嵊州市甘霖镇上杜山村     | 全国重点文物保护单位 |
| 荷花山遗址 | 龙游县湖镇镇邵家自然村   | 浙江省文物保护单位   |
| 湖西遗址   | 永康市江南街道湖西村     | 浙江省文物保护单位   |
| 下汤遗址   | 仙居县横溪镇下汤村       | 浙江省文物保护单位   |
| 峙山头遗址 | 临海市小芝镇南丰村       | 浙江省文物保护单位   |
| 太婆山遗址 | 永康市古山镇寺下湖村     | 浙江省文物保护单位   |
| 桥头遗址   | 义乌市城西街道桥头村     | 浙江省文物保护单位   |
| 青碓遗址   | 龙游县龙洲街道寺后村     | 浙江省文物保护单位   |
| 青阳山遗址 | 金华市婺城区汤溪镇下伊村 | 浙江省文物保护单位   |